# نوح القضاة
نوح علي سلمان القضاة (1939 - 19 ديسمبر 2010) عالم وأكاديمي شرعي أردني، كان مفتي عام للمملكة الأردنية الهاشمية «2007-2010» ومفتي للقوات المسلحة «1972-1992» وعمل سفيرًا للمملكة في إيران «1996-2001». ولد 1939م، في بلدة عين جنا بمحافظة عجلون. عرف بفتاويه الجريئة وخاصة في المجالات السياسية والاجتماعية والاقتصادية عندما تبوأ منصب مفتي عام المملكة، وكانت بعض فتاواه متناقضة مع رغبات المسؤولين الحكوميين، مما منحه شعبية كبير في نفوس الأردنيين.

## التحصيل العلمي
كان والد الشيخ نوح، الشيخ علي سلمان القضاة فقيهاً شافعياً أجازه في علومه ومعارفه كبار علماء الشام في طليعتهم الشيخ علي الدقر. وقد لقّى أبنائه الأربعة العلوم الشرعية والعربية قبل أن يبعث بهم إلى الشام لتلقي العلوم الشرعية على أيدي علمائها.
سافر الشيخ نوح إلى دمشق عام 1373 هـ الموافق 1954م وقضى هناك سبع سنوات في المدرسة الغراء التي أسسها الشيخ علي الدقر حيث أكمل فيها الدراسة الإسلامية من المرحلة الابتدائية حتى نهاية المرحلة الثانوية. ومن مشايخه في هذه المرحلة في الفقه الشافعي والعقيدة الإسلامية: الشيخ عبد الكريم الرفاعي والشيخ أحمد البصروي والشيخ عبد الرزاق الحمصي والشيخ نايف العباس والشيخ محمود الرنكوسي والشيخ محمد الشماع وفي نفس الوقت كان يحضر مجالس الشيخ المربي محمد الهاشمي التلمساني ومنه أخذ الورد اليومي في الطريقة الشاذلية الصوفية.
بعد إتمام دراسته الثانوية في المدرسة الغراء التحق بكلية الشريعة في جامعة دمشق ومكث فيها أربع سنوات وكان يمضي جلّ وقته في تلقي الفقه الحنفي على أيدي كبار العلماء منهم: الشيخ مصطفى الزرقا والدكتور وهبة الزحيلي والشيخ عبد الرحمن الصابوني والشيخ أمين المصري والشيخ عبد الفتاح أبو غدة والشيخ محمد المبارك والشيخ فوزي فيض الله.
تخرج الشيخ نوح عام 1384 هـ الموافق 1965م ثم رجع إلى الأردن حيث انضم إلى سلك القوات المسلحة وعمل بجانب الشيخ عبد الله العزب الذي خلفه في منصب المفتي العام للمملكة ضمن دائرة الافتاء العام التابعة للقوات المسلحة الأردنية، عام 1392 هـ الموافق 1972م.
عام 1397 هـ الموافق 1977م سافر إلى القاهرة حيث درس أصول الدين وأصول الفقه على يد الشيخ عبد الغني عبد الخالق والفقه المقارن على يد الشيخ حسن الشاذلي واستمع إلى محاضرات في التصوف لرئيس جامعة الأزهر الشيخ عبد الحليم محمود. وحصل على درجة الماجستير في الفقه المقارن، وقدّم عام 1980 رسالة بعنوان «قضاء العبادات والنيابة فيها» بإشراف د. محمد الأنبابي.
عام 1406 هـ الموافق 1986م نال درجة الدكتوراه من جامعة محمد بن سعود الإسلامية بالرياض وقدٌم رسالته بعنوان «إبراء الذمة من حقوق العباد». وأشرف على رسالته الشيخ صالح العلي الناصر، ثم الشيخ د. صالح الأطرم

## في مجال الدعوة والإرشاد
- قام منذ تم تعيينه مفتياً في عام 1392 هـ الموافق 1972م بإصدار مئات بل آلاف من الفتاوى لأسئلة تتناول كل جوانب الحياة والدين وتم نشرها في المجلة الإسلامية للقوات المسلحة بعنوان: التذكرة وهي المجلة الأكثر شهرة والتي استمر إصدارها ورقيا حتى عام 2019، بالإضافة إلى محاضرات ومؤلفات ومقالات حول موضوعات متنوعة وفي شتى المجالات، وقد كان يتم إرساله إلى الوحدات العسكرية لإعطاء الدروس الدينية. وأسس كلية خاصة لتأهيل المفتين التابعين للقوات المسلحة.[3]
- مدير مديرية الإفتاء العسكري. في عهده تميز الجيش الأردني بوجود إمام راتب في كل وحدة ليؤم أفراد وحدته ويلقي دروساً دينية وكان يرتب لهذا الإمام برامج ودورات إسلامية إضافية في الفقه الشافعي وتفسير القرآن والحديث والعقيدة
- أسس في الجيش كلية الأمير الحسن للدراسات الإسلامية ضم جامعة مؤتة الجناح العسكري، حيث يقوم خريجوها بالتوجيه الديني في الجيش وبرتبة عسكرية تبدأ من رتبة ملازم.
- في عام 1424 هـ الموافق 2004م عمل في هيئة الإفتاء في دولة الإمارات العربية المتحدة ومستشاراً لوزير العدل والأوقاف والشؤون الإسلامية حتى عام 1428 هـ الموافق 2007م.
- صدر قرار المفتي العام للمملكة في دائرة الإفتاء العام عام 1428 هـ الموافق 2007م، وبقي في منصبه حتى قدّم استقالته في شهر فبراير عام 2010م.

## التوجه الفكري
لم يكن الشيخ نوح القضاة ذو توجها فكريا معينا نظراً لانخراطه في السلك العسكري منذ بواكير شبابه، لكنه كان معروفا بانحيازه للقضايا الإسلامية العامة، وله أثر حتى اليوم في تعميم العلاقة بين الدين والعسكرية بالأردن، وأثر في الفتاوى بالمملكة، كما كان له الأثر في توجه أبنائه الأربعة لدراسة الشريعة، والذي منهم الوزير السابق محمد نوح القضاة.

## العمل السياسي
عمل الشيخ نوح القضاة سفيرا للأردن في الجمهورية الإسلامية الإيرانية عام 1996، وقد كان أداؤه متوازنا وأسهم في تحسين العلاقات بين عمّان وطهران في تلك الفترة.

## من شيوخه
من شيخ الشيخ نوح القضاة. في المرحلتين الإعدادية والثانوية في المعهد الشرعي، الشيخ عبد الكريم الرفاعي، الشيخ أحمد البصرو، الشيخ عبد الرزاق الحمصي، الشيخ نايف العباس، الشيخ محمود الرنكوسي، الشيخ محمد الشماع، الشيخ محمد الهاشمي.  اما شيوخه في المرحلة الجامعية الأولى فمنهم: الشيخ مصطفى الزرقا، الدكتور وهبة الزحيلي، الشيخ عبد الرحمن الصابوني، الشيخ محمد أمين المصري، الشيخ عبد الفتاح أبو غدة، الشيخ محمد المبارك، الشيخ فوزي فيض الله.  

## مؤلفاته
أصدر الشيخ القضاة -ومنذ تعيينه مفتيا بالقوات المسلحة عام 1972- آلاف الفتاوى لأسئلة تهتم بكل جوانب الحياة، نشرت في المجلة الإسلامية للقوات المسلحة بعنوان (التذكرة) بالإضافة إلى محاضرات ومؤلفات ومقالات حول موضوعات متنوعة وفي شتى مجالات الحياة. ومن أبرز مؤلفاته
- قضاء العبادات والنيابة فيها: وهي التي حصل بها على درجة الماجستير في الفقه المقارن عام 1400هـ / 1980م  من جامعة الأزهر.
- إبراء الذمة من حقوق العباد: رسالة في الفقه المقارن جمع فيها الأسباب التي تؤدي إلى انشغال الذمة وبيّن فيها مقدار ما يترتب في الذمة نتيجة لكل سبب، وبيّن آراء المذاهب الأربعة المشهورة  فيها وأدلة كل مذهب وناقش أدلة الفقهاء وبيّن بعد ذلك ما بدا له راجحاً من الآراء, وحصل بعد هذه الرسالة على درجة الدكتوراة في الفقه المقارن من جامعة محمد بن سعود الإسلامية في الرياض.[6]
- محاضرات في الثقافة الإسلامية.
- شرح منهاج  الطالبين ربع  العبادات. وأصل هذا الكتاب هو كتاب (منهاج  الطالبين وعمدة المفتين) للإمام النووي، وقد شرح الشيخ منه ربع العبادات، وقد شرحه الشيخ ليسهل على الطلاب المبتدئين الوصول للفتوى فيما يسألون عنه في بداية حياتهم العلمية، فشرع الشيخ بشرح الكتاب لأنه من متون الفقه المعتمدة، وأشار الشيخ لما كان يرجوه من الكتاب وهو بالإضافة للتيسير على الطلاب، أراد أن يعلمهم  قراءة المتون والاهتمام بها واطلاعهم على أسلوب الفقهاء في التأليف والتأصيل[7]
- المختصر المفيد في شرح جوهرة التوحيد: وقد اعتنى الشيخ  بمتن الجوهرة  فوضع عنواناً لكل بيت شعري أو مجموعة  أبيات تمثل باباً من أبواب العقيدة، وقام بشرحها، واعتنت مديرية الإفتاء في القوات المسلحة الأردنية بشرح الجوهرة وأقرته منهاجاً في العقيدة يدرسه الأئمة في المديرية
- شرح المنهاج في الفقه الشافعي.
- كيف تخاطب الناس.
- لم تغب شمسنا بعد.
- صفات المجاهدين.
- مولد الهادي صلى الله عليه وسلم.
- مذكرات في التوحيد

## مشاركات وعضويات
- مؤسسة آل البيت
- مؤسسة طابة
- مبادرة كلمة سواء

## وفاته
توفي صباح يوم الأحد 13 محرم لعام 1432 هـ، الموافق 19 كانون الأول لعام 2010 بعد صراع مع المرض ، وقد شارك في التشييع عدد من الوزراء والأعيان والنواب وعلماء الدين الإسلامي والمسؤولين المدنيين والعسكريين وآلاف المواطنين من أهالي محافظة عجلون والمملكة عامة، حتى دفن في رأس منيف في محافظة عجلون بعد صلاة العصر.

## قيل عنه
- علي الفقير الربابعة شهد له بالخير، والصلاح والعلم، وهو ممن رافقه أكثر من نصف قرن
- عمر الأشقر: الشيخ نوح ممن يشهد له بالخيرية والتقوى، فهو صاحب كلمة وأمانة، ودود ومحبّ. حريص على الدعوة ونشرها. عرفته معطاءً في علمه، جاداً فيه، وفي تعريف الناس به، ممن لا يقصد الناس، بل من الذين يقصدون الله تعالى، يسعى في مصالح الإسلام والمسلمين.[11]
- أحمد نوفل: لا أعلم شخصية أردنية التقت عليه القلوب كما التقت على شخص الدكتور نوح، هو رجل المواقف الذي لا يغيب.[11]
- همام سعيد: فضيلة الشيخ نوح كان عالماً ربانياً، عف اللسان، طاهر القلب والسريرة، مخلصاً لدينه وأمته، عاملاً بعلمه، عادلاً في حكمه، نزيهاً في فتواه.[11]
- عبد المنعم أبو زنط: برحيل صاحب السيرة العطرة القضاة لم يخسر أردن الحشد والرباط هذا العالم الجليل فحسب بل خسره المسلمون عالميا حيث عرف بغزارة علمه وسمو اخلاقه وعزة الاباء في ظلال التقوى.[12]
- أسامة نمر عبد القادر: لقد فقدنا عالماً مخلصاً، وخسرنا قريباً مقرِّباً إلى الله عز وجل مقرَّباً من الله عز وجل ولا نزكي على الله أحداً، نرى النور من بين كلماته، وتحس بالجنة من وراء نظراته، يد حانية وقلب عطوف، ورع كما يشاء، نقي كما يطمح، لا أعده برجل واحد، بل أعده بستة ملايين رجل، له فضل على كل واحد منهم، ولله الفضل أولا وآخراً، أسأل الله سبحانه أن يحشره مع النبيين، فلقد ورث عنهم وورث عنهم، اللهم ألحقنا بركاب الصالحين، وأمتنا على أعتاب الصديقين، واحشرنا مع الراضيين المرضيين، اللهم آمين.
- عبد اللطيف عربيات، رئيس مجلس الشورى لجماعة الإخوان المسلمين: إنه العالم والعامل الصادق فيما يفعل ويقول، وهو الذي شغل أكثر من موقع وعرفناه بتقواه وصدقه وأمانته ومن شاهد جنازته لاحظ كم يحبه ويحترمه أبناء شعبه ويقدرون العلماء الصادقين المنتمين لدينهم وأمتهم. وقد كان الفقيد علماً في شتى المواقع التي عمل بها سواء العسكرية أو القضائية أو الدبلوماسية، وكان بارزاً ومقدراً ومثلاً يقتدى به بصدقه وعلمه وأمانته.[12]
- محمد خازر المجالي، عميد كلية الدراسات العليا في الجامعة الأردنية: الشيخ القضاة يعتبر أحد القدوات النادرة في هذا الزمن فقد كان مثال العالم العامل رحمة واسعة بقدر نواياه البيضاء وبقدر محبة الناس له.[12]
- عبدالناصر موسى أبو البصل، رئيس جامعة العلوم الإسلامية العالمية: الأمة الإسلامية فقدت عالماً من كبار علماء العالم الإسلامي والدعاة الكبار أصحاب البصمات الواضحة وكان له برنامج ويشكل مدرسة خاصة أنشأها في الأردن ضمن مدرسة الوسطية والاعتدال وضمن أسس ثابتة فيها المرونة والسعي وجمع كلمة العالم الإسلامي.[12]
- ياسر أبو هلالة: قلّ أن تجد شخصية مرجعية إسلامية في الأردن تحظى بثقة الناس مثل الشيخ الدكتور نوح سلمان القضاة. فالرجل كسب قلوب الناس وثقتهم من خلال القدوة العملية في المؤسسات التي بناها أو عمل فيها. ظل يُنظر إليه عالما عاملا بعيدا عن الخلافات السياسية أو المذهبية، يحبه الرسميون والمعارضون على السواء.[13]

## كتبوا عنه

جمعية الشيخ نوح للرفادة أُسست تيمّنًا بالشيخ نوح القضاة وذلك تكريمًا له بعد وفاته

صدرت رسالة لدرجة الماجستير للدكتور هشام إبراهيم الحمران حول الشيخ نوح القضاة رحمه الله بعنوان (الشيخ نوح القضاة فقيهاً) من جامعة مؤتة عام 2012، تناولت بعض جوانب حياة الشيخ نوح القضاة رحمه الله، فعرَّفت بنسبه وبعض جوانب حياته الشخصية. وتناولت بالتحليل منهجه في الفقه، كما بينت الدراسة دوره ـ رحمه الله ـ في تعزيز الدولة الأردنية والعالم الإسلامي.

## مؤسسات تحمل اسمه
- جمعية الشيخ نوح للرفادة
- مسجد الشيخ نوح القضاة التابع لجامعة اليرموك في اربد
- كلية الشيخ نوح القضاة للشريعة والقانون في جامعة العلوم الإسلامية

## مقالات ذات صلة
- علي الفقير الربابعة
- يوسف العتوم
- محمد سعيد رمضان البوطي
- عبد الملك السعدي
- وهبة الزحيلي
- عبد الفتاح أبو غدة
- علي الجفري
- عارف النايض
- عبد الله فدعق
- محمد بسام الزين
- محمد صلاح الدين المستاوي

## وصلات خارجية
- موقع دار الإفتاء الأردنية
- مجموعة مقالات للشيخ نوح القضاة